# 性高潮後病情症候群
性高潮後病情症候群（英語：Postorgasmic illness syndrome，POIS）是一種罕見的病症，特征为性高潮后持续数小时至数天的虚弱症状。该现象在2002年首次獲醫學文獻所記載。

## 症状
症状通常出现在性高潮后的半小时内，并在几天后消除。患者可能会有精神症状、身体症状，或二者都有。常见的精神症状包括认知功能障碍、强烈的不适感、烦躁、焦虑、渴望解脱、神经系统压力敏感（如普通感冒）、情绪低落，以及沟通、记单词、阅读和保留信息、精力集中、社交困难。身体症状包括極度疲倦、轻微至严重头痛、伴有類流感和类似过敏的症状，如打喷嚏、眼睛发痒、鼻腔刺激和肌肉疼痛。患者也可能会经历强烈的发热或寒冷。
許多性高潮後病情症候群的病患會伴隨著早發性射精，其陰道內射精延遲時間（IELT）不到一分鐘。

## 诊断
瓦爾丁格说这种情况很容易被错误地归因于心理因素或忧郁症。在2010年的英国医学杂志的案例研究中，Dexter将性交头痛与POIS联系起来，并参考了一个科学论坛上的成千上万的患者（数字正在迅速增长）的详细状况。Dexter的病人被发现孕酮低。

## 处理
患者通常要避免性行为（尤其是性高潮），或者，他们应在休息和恢复几天之后再安排性行为。
已有两名自愿者接受了脱敏疗法技术来治疗精液过敏。一个患病27年的患者，在性高潮之前半小时和之后几分钟接受炔诺酮的治疗。

## 发病机制
最近，在2011年初，瓦爾丁格教授和协作者们进一步研究POIS的特征，提出了一种特异性免疫机制，45名荷兰白人男性患者实证支持了他们的假设。這些病者當中，33人同意以自己的稀釋精液，接受進一步的皮膚敏感測試，結果29人出現敏感反應，佔測試人數近九成。这项研究的结论表明，1型和4型过敏的男性的精液会导致疾病的症状。
Dexter推测，POIS可能是由缺乏孕酮（一种强大的神经类固醇），或神经甾体合成缺陷引起的。
在后一种情况下，同样的治疗对不同的患者可能不会有效。不同的患者可能有不同的前体缺失，最终导致相同的特定神经甾体的缺乏，引起类似的症状。
一系列更不易察觉的性高潮之后挥之不去的症状，不会造成POIS，可能会引发伴侣之间的习惯。他们可能会在强烈的性刺激后几天或几周表现出烦躁、易怒、性挫折增加、冷漠、行动迟缓、渴望被安慰、不满伴侣或流泪。这种现象可能是人类交配生理学本身的一部分。对一个伴侣的习惯会驱动寻找新的伴侣（柯立芝效应）。
一位研究人员认为，这些症状可能是由对性交期间和性交后分泌的各种激素或其他物质自體免疫反应。另一位研究人员认为大脑中的化学失衡可能导致了这些症状。
很难从患者报告断定因果关系。
首次性行为可能促发相关的哮喘发作或加重原有哮喘。在性交过程中的强烈情绪刺激可导致植物神经功能紊乱与副交感神经的过度反应，从而导致肥大细胞介质释放，引发这些患者的性交后哮喘和/或鼻炎。

## 可能因素列表
- 对精子或精液的过敏反应
- 对神经递质或类似物质的过敏反应
- 射精管梗阻
- 突发和长期的多巴胺的再摄取
- 麸质敏感性（英语：Gluten sensitivity）
- 營養不良或维生素缺乏
- 铜、汞、铅、面粉、硅或其他物质中毒
- 创伤/PTSD相关联的心身反应压垮神经系统
- 病毒、细菌或寄生虫感染
- 精子的持续泄漏造成疲劳
- 甲状腺功能亢进症
- 腎上腺功能障碍
- 缺乏孕酮
- 性成瘾
- 色情成瘾
- 情绪抑郁
- 家族性自主神經失調綜合症、端坐性心搏過速症（英语：Postural orthostatic tachycardia syndrome）
- 小管附睾的微腺瘤
- 组织胺不耐症
- 前列腺炎
- 哮喘
- 阿兹海默病
- 糖尿病

## 流行病学
在美国，国家卫生研究院（NIH）的罕见疾病研究办公室认为是一种罕见的疾病。它也列在国家罕见疾病组织（NORD）的数据库中。目前该病在中国尚未见报道，绝大多数临床医生从未接触过此类病症，而且此症在全球也是极为少见。